# Boleszkowice, Hạt Myślibórz
Boleszkowice [bɔlɛʂkɔˈvit͡sɛ] (tiếng Đức: Fürstenfelde) là một ngôi làng ở hạt Myślibórz, West Pomeranian Voivodeship, ở phía tây bắc Ba Lan, gần biên giới Đức. Đó là chỗ ngồi của gmina (khu hành chính) được gọi là Gmina Boleszkowice. Nó nằm khoảng 32 kilômét (20 mi) phía tây nam Myślibórz và 78 km (48 mi) phía nam thủ đô khu vực Szczecin.
Làng có dân số 1.316.